# Vuelo final
Vuelo final (2002) es una novela histórica del autor británico Ken Follett ambientada en la Segunda Guerra Mundial. 

## Argumento
"Vuelo final" arranca el último día de mayo de 1941, día en el cual Harald Olufsen viaja con su motocicleta (a la cual ha tenido que poner un motor de vapor, puesto que desde la invasión Alemana no pueden obtener gasolina) en busca de uno de los clubes nocturnos en los cuales se toca el jazz. Al llegar a la isla en la que vive con su familia, su motocicleta se queda sin agua. Decide atravesar la playa en dirección a su casa, teniendo de esta manera que pasar por unas instalaciones alemanas cuyo acceso no está permitido. 
Sorprendido se topa con un muro y sobre él tres aparatos iguales que giran de manera autónoma. Harald desconoce lo que es, pero queda fascinado ante tal invento de los alemanes. 
Con el paso de la narración se descubre la importancia del descubrimiento de Harald, pues gracias a él, los espías británicos descubren cual es la táctica de los alemanes, y el porqué de su victoria abrumadora, propiciada por la intercepción constante de los ataques de los bombarderos aliados.

## Resumen
La historia se desarrolla durante la Segunda Guerra Mundial, en la que el protagonista es un joven de 18   llamado Harald Olufsen que cansado de la situación desea ayudar a que cambien las cosas sin saber muy bien como. 
Un día de vuelta a casa se queda sin combustible y debido a la lluvia se ve obligado a atajar por una base alemana en las que está prohibido el paso, allí descubre unos extraños aparatos que lo sorprenden.  Mientras en Inglaterra gracias a Hermia se ha desarrollado una red de espionaje que llega hasta Dinamarca, la mujer tiene como jefe de esta red al piloto Poul Kirke al que le manda investigar acerca de la existencia de un posible sistema de radar con el que el enemigo detiene los ataques aéreos.   El piloto decide preguntar a Harald acerca las instalaciones alemanas en las que trabajó,  el chico le confirma que hay unos artefactos que tal vez podrían ser el radar y le hace un dibujo, entrando así en el grupo de espías.  Todo parece ir bien pero el policía Peter Flemming siguiendo el rastro de unos periódicos ilegales se encuentra los informes que mandan los espías a Gran Bretaña y decide arrestar a Poul al encontrar en su despacho el dibujo de Harald, por desgracia lo mata al intentando apresarlo.  
Hermia ve peligrar la misión y decide pedirle a su novio Arne Olufsen que la ayude, para ello el joven tendrá que tomar unas fotos de los radares.  Debido a una discusión con su padre Harald se ha ido de casa, ahora se refugia en un viejo monasterio que se encuentra cerca de las tierras de los padres de un amigo, donde consigue hacerse amigo de Karen Duchwitz, la hermana de uno de sus mejores amigos.   Es allí donde se reúne con su hermano y le convence de que le ayude en la misión;   el chico consigue sacar las fotografías pero saltan las alarmas y se ve obligado a refugiarse en casa de sus padres,  gracias a esto padre e hijo se reconcilian.   Sin embargo el policía Peter quiere arrestar a Arne por lo que decide tenderle a Karen una trampa, la chica cae y corre a avisar a su amigo pero el joven es arrestado e interrogado, lo amenazan con entregarlo al enemigo para que sigan con el interrogatorio por lo que en un descuido de los policías aprovecha para coger la pistola de uno de ellos y se suicida.   Mientras todo esto pasa Harald le pide ayuda al hermano de Karen para revelar las fotografías, después decide ir al lugar donde su hermano se esconde para entregárselas pero se encuentra con la policía y huye ingeniosamente. El chico se plantea marcharse del país sin embargo casi lo atrapan y vuelve al monasterio, donde descubre que su hermano está encarcelado y que tendrá que ser él quien lleve las fotografías con un viejo avión Hornet Moth que tendrá que arreglar. 
Hermia se traslada a Copenhague para encontrarse con a su pareja, pero se entera de que ha sido detenido por lo que decide buscar a su hermano confiando en que este tenga las fotografías.  El chico casi ha conseguido arreglar el avión, pero descubre que su hermano ha muerto para salvarlo. A los pocos días se acerca recoger las cosas del hermano y aprovecha la amistad de algunos de los compañeros para hacerse con el material que necesita para acabar con la reparación del avión.  Los dos amigos están listos para partir a Inglaterra sin embargo el viaje se retrasa por la actuación de ballet de Karen, en ella la chica se tuerce una mano y un pie por lo que tendrá que dirigir el avión Harald. Después de la actuación los jóvenes se disponen a irse sin embargo se encuentran con Peter y una compañera de este que lo han estado buscando; también aparece Hermia que está al corriente de todo y decidida a ayudarlos.   Finalmente los chicos consiguen huir y llegar a Inglaterra, a pesar de haber tenido algunos problemas, donde les ofrecen la posibilidad de trabajar como espías.

## Personajes principales
- Harald: es el personaje principal de la historia, es un joven cansado del poder con el que cuentan los alemanes y como trata su líder a las personas; por lo que cuando se le presenta la oportunidad decide ayudar.  Tiene una gran inteligencia,  es noble y sincero, además de tener un talento especial para las máquinas.
- Karen: este personaje ayuda al chico a transportar las fotografías hasta Inglaterra, al igual que él no está de acuerdo con la situación y no duda en ayudarlo. Con todo lo que pasan acaban juntos. Se la puede caracterizar por sus rápidos cambios de humor, así como por su personalidad abierta y divertida.
- Hermi a: este personaje crea la red de espionaje que llega hasta Dinamarca, mantiene una relación con el hermano de Harald. De ella destaca su gran inteligencia y astucia.
- Arne: este personaje es el hermano del principal, trabaja como piloto y debido a su personalidad alegre y despreocupada no cuentan con él para lo del espionaje hasta que las cosas se ponen feas.
- Peter: Policía enfrentado con los hermanos Olufsen debido a un enfrentamiento entre familias. Será el encargado de interponerse en la misión de los espías.  Es un personaje vanidoso, con un gran sentido del deber y que no sabe retener su ira; sin embargo se muestra amable y atento con su esposa discapacitada.
- Poul Kirke: este personaje es amigo de Arne y en encargado de la red de espionaje en Dinamarca.
- Tilde: compañera de trabajo de Peter con la que mantiene más que una relación de trabajo y con la que llevara a cabo toda la investigación.
- Bruno: padre de Harald que lo encubrirá cuando sea necesario.

- Datos: Q1747954